# 121
Évszázadok: 1. század – 2. század – 3. század
Évtizedek: 70-es évek – 80-as évek – 90-es évek – 100-as évek – 110-es évek – 120-as évek – 130-as évek – 140-es évek – 150-es évek – 160-as évek – 170-es évek
Évek: 116 – 117 – 118 – 119 –  120 – 121 – 122 – 123 – 124 – 125 – 126

## Események

### Római Birodalom
- Marcus Annius Verust (helyettese márciustól M. Herennius Faustus, májustól T. Pomponius Antistianus Funisulanus Vettonianus, júliustól M. Statorius Secundus) és Cnaeus Arrius Augurt (helyettese Q. Pomponius Marcellus, L. Pomponius Silvanus és L. Sempronius Merula Auspicatus) választják consulnak.
- Hadrianus császár megkezdi évekig tartó körutazását a birodalomban. Ebben az évben Pannoniát, Noricumot, Raetiát, Germania Superiort és Kelet-Galliát járja be. Pannoniában municipiumi rangra emeli Solvát (ma Esztergom).
- Rómában megkezdik Vénusz és Róma templomának építését.
- Aquae Mattiacorum (ma Wiesbaden) első említése.

### Kína
- An császárnak bemutatják az első kínai írásjegyszótárat.

## Születések
- április 26. – Marcus Aurelius római császár, filozófus († 180)

## Halálozások
- Caj Lun, kínai hivatalnok, a papír feltalálója
- Eleutherius és Antia, keresztény mártírok

## Fordítás
- Ez a szócikk részben vagy egészben  a(z)   121 című francia Wikipédia-szócikk ezen változatának fordításán alapul.  Az eredeti cikk szerkesztőit annak laptörténete sorolja fel. Ez a jelzés csupán a megfogalmazás eredetét és a szerzői jogokat jelzi, nem szolgál a cikkben szereplő információk forrásmegjelöléseként.